# Wrightoporia gloeocystidiata
Wrightoporia gloeocystidiata är en svampart som beskrevs av I. Johans. & Ryvarden 1979. Wrightoporia gloeocystidiata ingår i släktet Wrightoporia och familjen Bondarzewiaceae.   Inga underarter finns listade i Catalogue of Life.